# Julieta Ferrão
Julieta Bárbara Ferrão (Lisboa, 4 de Dezembro de 1899 - 27 de Julho de 1974) foi uma escritora e historiadora de arte portuguesa.

## Biografia

### Nascimento e formação
Nasceu na cidade de Lisboa, em 4 de Dezembro de 1899. Estudou na Escola de Belas Artes de Lisboa.[carece de fontes?]

### Carreira
Foi a segunda directora do Museu Rafael Bordalo Pinheiro, tendo tomado posse após a morte do fundador daquela instituição, Ernesto Cruz de Magalhães, em 1928. Sob a gestão de Julieta Ferrão, o museu conheceu um considerável desenvolvimento, tendo sido aumentado o acervo.
Também exerceu como conservadora-chefe dos Museus Municipais de Lisboa e do Arquivo Municipal de Lisboa, tendo sido responsável pela escolha e envio de várias obras de arte que foram apresentadas na exposição L'Âge d'Or des Grandes Cités, em Gand, na Bélgica, em 1955. Em 9 de Agosto de 1966, orientou a visita inaugural da exposição Lisboa e o Tejo, no Palácio Galveias. Foi igualmente sócia e parte da junta directiva do Grupo Amigos de Lisboa.
Também deixou colaboração nos periódicos Olisipo: Boletim do Grupo Amigos de Lisboa e Prisma: revista trimensal de Filosofia, Ciência e Arte, na Revista Municipal de Lisboa, e no Boletim do Museu Nacional de Arte Antiga.

### Falecimento e homenagens
Julieta Ferrão faleceu em 1974.
Em 1964, recebeu a medalha de ouro de assuiduidade e bons serviços da Câmara Municipal de Lisboa.

## Obras publicadas
- 1922: Monografia do Museu Rafael Bordalo Pinheiro
- 1924: Rafael Bordalo Pinheiro e a Crítica
- 1927: Guia do Museu Rafael Bordalo Pinheiro
- 1922: Rafael Bordalo e a Faiança das Caldas
- 1955: A Conquista de Lisboa por Um Caldense
- 1956: Vieira Lusitano
- 1962: Há 70 Anos
- 1962-1963: Monumentos e Edifícios Notáveis do Distrito de Lisboa (com Carlos de Azevedo e Adriano de Gusmão)